# Lewis Glacier
Lewis Glacier är en glaciär i Antarktis. Den ligger i Västantarktis. Argentina, Chile och Storbritannien gör anspråk på området. Lewis Glacier ligger 570 meter över havet.
Terrängen runt Lewis Glacier är bergig. Trakten är obefolkad. Det finns inga samhällen i närheten.